# Nova Unió Popular Ecològica i Social
La Nova Unió Popular Ecològica i Social (abreujada NUPES i pronunciada [nypɛs] en francès, i de vegades també pronunciada [nyp] o [nyps]), representada al logotip oficial per la lletra grega Ni, fou una coalició de partits polítics de l'esquerra francesa.

## Història
Creada abans de les eleccions presidencials franceses de 2022, sota el nom d'Unió Popular (UP), per donar suport a la candidatura de Jean-Luc Mélenchon del partit França Insubmisa, la formació es va ampliar posteriorment en forma de coalició en la qual participen el Pol ecologista (entre ells Europa Ecologia-Els Verds), el Partit Comunista Francès i el Partit Socialista, per tal de presentar candidatures conjuntes per a les eleccions legislatives de 2022.
De cara a les eleccions legislatives de 2024, aquests partits es van tornar a unir en una nova organització anomenada Nou Front Popular.

### Objectius
NUPES pretenia reunir les principals forces de l'esquerra per tal de presentar candidatures comunes a les eleccions legislatives del 2022.
Els participants es reunien al voltant de diversos objectius, inclosos:
- l'augment del salari mínim fins als 1.500 euros nets;
- el retorn de l'edat de jubilació als 60 anys;
- congelació de preus dels productes de primera necessitat;
- planificació ecològica;
- l'establiment d'una VI República;[3]
- un subsidi d'autonomia per a joves.[4]

Aquesta coalició tenia l'ambició d'obtenir la majoria a l'Assemblea Nacional per tal d'imposar la cohabitació al president Emmanuel Macron, amb el nomenament de Jean-Luc Mélenchon com a primer ministre. S'anomena cohabitació al fet que el president de la república i el primer ministre siguin de partits diferents.

### Programa compartit de govern
El dijous 19 de maig de 2022 es publicà el Programa de Govern Compartit de la Nova Unió Popular Ecològica i Social. Consta de sis-centes cinquanta propostes dividides en vuit capítols:
- progrés social, ocupació i pensions;
- ecologia, biodiversitat, clima, béns comuns i energia;
- repartiment de la riquesa i justícia fiscal;
- serveis públics: salut, educació, cultura, esport;
- sisena república i democràcia;
- seguretat i justícia;
- igualtat i lluita contra la discriminació;
- unió europea i internacional.

Les quatre parts estan d'acord en el 95% d'aquestes mesures, però admeten divergir en 33 d'elles; en cas de victòria de l'esquerra, es farà un debat parlamentari on tothom podrà exposar els seus arguments i serà l'Assemblea qui decidirà.
El 9 de juny, més de 170 economistes d'esquerra, entre els quals Thomas Piketty, Bernard Friot, Julia Cagé, Gabriel Zucman i Jacques Généreux, van signar una plataforma de suport al programa econòmic de NUPES.
L'acord de coalició reuneix França Insubmisa i els seus aliats (entre ells Revolució Ecològica per als Vius, Esquerra Democràtica i Social, i el Partit dels Treballadors Independents), el Pol Ecologista, inclòs Europa Ecologia-Els Verds, Génération écologie, Generation.s i Els Nous Demòcrates, el Partit Comunista Francès i el Partit Socialista.

### Símbols
El dissabte 7 de maig de 2022, en la seva primera convenció, la Nova Unió Popular Ecològica i Social adoptà oficialment la lletra grega Ni com a símbol després d'haver-la utilitzat molt el dia abans a les xarxes socials. Aquesta elecció ve motivada per una semblança visual amb la V de victòria i una proximitat sonora a les dues primeres inicials de la NUPES.

## Membres
| Partit                            | Partit | Partit                                  | Abr.   | Ideologia                           | Posició                     | Líder(s)                            |
| --------------------------------- | ------ | --------------------------------------- | ------ | ----------------------------------- | --------------------------- | ----------------------------------- |
| La França Insubmisa i aliats      |        |                                         |        |                                     |                             |                                     |
|                                   |        | La França Insubmisa                     | LFI    | Socialisme democràtic               | Esquerra                    | Jean-Luc Mélenchon Manuel Bompard   |
|                                   |        | Partit d'Esquerra                       | PG     | Socialisme democràtic               | Esquerra                    | Éric Coquerel Danielle Simonnet     |
|                                   |        | Ensemble!                               | E!     | Socialisme Ecosocialisme            | Esquerra a extrema esquerra | Col·lectiu                          |
|                                   |        | Picardie debout                         | PD     | Socialisme democràtic Regionalisme  | Esquerra                    | François Ruffin                     |
|                                   |        | Revolució Ecològica                     | REV    | Ecologisme                          | Esquerra                    | Aymeric Caron                       |
|                                   |        | Partit Obrer Independent                | POI    | Marxisme                            | Esquerra a extrema esquerra | Col·lectiu                          |
|                                   |        | Rézistans Égalité 974                   | RÉ974  | Socialisme democràtic Regionalisme  | Esquerra a extrema esquerra | Jean-Hugues Ratenon                 |
| Les Écologistes i aliats          |        |                                         |        |                                     |                             |                                     |
|                                   |        | Les Écologistes                         | LE     | Ecologisme                          | Centreesquerra a esquerra   | Marine Tondelier                    |
|                                   |        | Génération.s                            | G.s    | Socialisme democràtic Ecosocialisme | Esquerra                    | Benoît Hamon                        |
|                                   |        | Génération écologie                     | GÉ     | Ecologisme                          | Centre                      | Delphine Batho                      |
| Partit Socialista i aliats        |        |                                         |        |                                     |                             |                                     |
|                                   |        | Partit Socialista                       | PS     | Socialdemocràcia                    | Centreesquerra              | Olivier Faure                       |
|                                   |        | Plaça Pública                           | PP     | Socialdemocràcia                    | Centreesquerra              | Raphaël Glucksmann                  |
|                                   |        | New Deal                                | ND     | Progressisme                        | Centreesquerra a esquerra   | Arnaud Lelache Aline Mouquet        |
|                                   |        | Moviment pel Desenvolupament de Mayotte | MDM    |                                     |                             |                                     |
| Partit Comunista Francès i aliats |        |                                         |        |                                     |                             |                                     |
|                                   |        | Partit Comunista Francès                | PCF    | Comunisme                           | Esquerra a extrema esquerra | Fabien Roussel                      |
|                                   |        | Per La Reunió                           | PLR    | Socialisme democràtic               | Esquerra                    | Huguette Bello                      |
|                                   |        | Tāvini Huiraʻatira                      | TH     | Progressisme Independentisme        | Centreesquerra a esquerra   | Oscar Temaru                        |
|                                   |        | Péyi-A                                  | Péyi-A | Independentisme                     | Centreesquerra a esquerra   | Jean-Philippe Nilor Marcelin Nadeau |

### Antics membres
El 16 d'octubre de 2022, Els Nous Demòcrates es van integrar dins de Les Écologistes.
| Partit | Partit | Partit              | Abr. | Ideologia        | Posició        | Líder(s)                     |
| ------ | ------ | ------------------- | ---- | ---------------- | -------------- | ---------------------------- |
|        |        | Els Nous Demòcrates | ND   | Socioliberalisme | Centreesquerra | Aurélien Taché Émilie Cariou |

## Candidats
| Partit o bloc | Partit o bloc | Circunscripcions | Proporció |
| --- | --- | ---------------- | --------- |
| La França Insubmisa i partits associats (La França Insubmisa, Partit d'Esquerra, Ensemble!, Picardie debout, Revolució Ecològica) | La França Insubmisa i partits associats (La França Insubmisa, Partit d'Esquerra, Ensemble!, Picardie debout, Revolució Ecològica) | 326 / 577        | 56.50%    |
| Pol Ecologista | Les Écologistes | 80 / 577         | 13.86%    |
| Pol Ecologista | Génération.s | 9 / 577          | 1.56%     |
| Pol Ecologista | Generació Ecològica | 9 / 577          | 1.56%     |
| Pol Ecologista | Els Nous Demòcrates | 2 / 577          | 0.35%     |
| Pol Ecologista | Total | 100 / 577        | 17.33 %   |
| Partit Socialista | Partit Socialista | 70 / 577         | 11.96 %   |
| Partit Comunista Francès | Partit Comunista Francès | 50 / 577         | 8.84%     |
| No declarat (d'Ultramar i Còrsega)                                                                                                | No declarat (d'Ultramar i Còrsega)                                                                                                | 31 / 577         | 5.55 %    |
| | |                  |           |
| Total | Total | 577              | 100 %     |

## Eleccions
La NUPES es convertí en la principal força de l'oposició amb 131 escons, impedint a Emmanuel Macron de tenir majoria absoluta; però no va aconseguir imposar-li la cohabitació. El resultat de les eleccions permet a cada partit de la coalició formar el seu propi grup a l'Assemblea Nacional.
Passades les eleccions, Jean-Luc Mélenchon proposà el 20 de juny que tots els diputats escollits amb el segell NUPES formessin un únic grup parlamentari. El Partit Socialista, Europa Ecologia-Els Verds i el Partit Comunista Francès s'hi van oposar i van mantenir l'acord inicial de formar grups independents. La presidència de la Comissió d'Hisenda a l'Assemblea Nacional, que constitucionalment ha d'anar al grup de l'oposició més important (i no a la coalició de l'oposició més important), podria anar en aquest cas al Reagrupament Nacional, primer partit de l'oposició amb 89 diputats.

## Resultats electorals

### Eleccions legislatives
| Any  | Líder              | 1a volta  | 1a volta | 2a volta  | 2a volta | Escons    | Govern   |
| Any  | Líder              | Vots      | %        | Vots      | %        | Escons    | Govern   |
| ---- | ------------------ | --------- | -------- | --------- | -------- | --------- | -------- |
| 2022 | Jean-Luc Mélenchon | 5,857,364 | 25.7     | 6,556,198 | 31.6     | 131 / 577 | Oposició |